# One Love Manchester
One Love Manchester è stato un concerto di iniziativa benefica per le famiglie delle vittime dell'attentato di Manchester del 22 maggio 2017 che si è svolto il 4 giugno 2017 presso lo stadio Old Trafford Cricket Ground di Manchester. L'evento, organizzato dalla cantante statunitense Ariana Grande, è stato trasmesso in diretta sul canale britannico BBC One nel Regno Unito e in Italia su Rai 1, Rai 4, Rai Radio 2, RTL 102.5 e Super!.  Al concerto hanno preso parte numerosi artisti, tra i quali Justin Bieber, i Black Eyed Peas, i Coldplay, Miley Cyrus, Mac Miller, Niall Horan, Marcus Mumford, le Little Mix, i Take That, Katy Perry, Pharrell Williams, Robbie Williams, Stevie Wonder e Liam Gallagher.
Il ricavato della manifestazione è andato a beneficio del fondo di emergenza istituito dal Comune di Manchester e dalla Croce Rossa Britannica a seguito dell'attentato. Nonostante il fuso orario, le reti di almeno 38 paesi hanno trasmesso il concerto dal vivo, inclusi social network come Facebook, Twitter e YouTube.

## Artisti partecipanti
- Ariana Grande
- Coldplay
- Imogen Heap
- Justin Bieber
- Katy Perry
- Liam Gallagher
- Little Mix
- Mac Miller
- Marcus Mumford
- Miley Cyrus
- Niall Horan
- Pharrell Williams
- Robbie Williams
- Take That
- The Black Eyed Peas
- Tony Walsh
- Victoria Monét

## Scaletta
- Marcus Mumford - Timshel
- Take That - Shine, Giants, Rule the World
- Robbie Williams - Strong, Angels
- Pharrell Williams, Marcus Mumford - Get Lucky
- Pharrell Williams, Miley Cyrus - Happy
- Miley Cyrus - Inspired
- Niall Horan - Slow Hands (Niall Horan), This Town
- Ariana Grande - Be Alright, Break Free
- Little Mix - Wings
- Ariana Grande, Victoria Monet - Better Days
- Ariana Grande, The Black Eyed Peas - Where is the Love?
- Imogen Heap - Hide and Seek
- Tony Walsh - This is Manchester Poem
- Ariana Grande, Parrs Wood High School Harmony Choir - My Everything
- Ariana Grande, Mac Miller - The Way, Dang!
- Ariana Grande, Miley Cyrus - Don't Dream it's Over
- Ariana Grande - Side to Side
- Katy Perry - Part of Me, Roar
- Justin Bieber - Love Yourself, Cold Water
- Ariana Grande - Love Me Harder
- Ariana Grande, Coldplay - Don't Look Back in Anger
- Coldplay - Fix You, Viva la Vida, Something Just like This
- Liam Gallagher - Rock 'n' Roll Star, Wall of Glass
- Liam Gallagher, Chris Martin - Live Forever
- Ariana Grande - One Last Time, Somewhere Over the Rainbow